# باشگاه فوتسال شهرداری ساوه
باشگاه فوتسال شهرداری ساوه یک باشگاه فوتسال ایرانی در شهر ساوه است. این باشگاه پس از صعود از لیگ دسته اول فوتسال ایران در سال ۱۳۹۰ در مسابقات لیگ برتر فوتسال مردان ایران حضور یافت.

## تاریخچه
این باشگاه در سال ۱۳۸۵ با نام ساوه شن تأسیس شد و در همان سال با قهرمانی در لیگ دسته دوم به دسته اول صعود کرد؛ و در سال ۱۳۸۷ به زرسیم  تغییر نام داد. در سال ۱۳۸۹ به لیگ با نام شهرداری ساوه به لیگ برتر فوتسال ایران صعود کرد.
| فصل  | لیگ                   | رتبه   | توضیح | سرمربی                    | نام باشگاه   |
| ---- | --------------------- | ------ | ----- | ------------------------- | ------------ |
| ۱۳۸۵ | دسته دوم              | اول    | صعود  | رضا عقابی                 | ساوه شن      |
| ۱۳۸۶ | دسته اول              | سوم    |       | رضا عقابی                 | ساوه شن      |
| ۱۳۸۷ | دسته اول              | سوم    |       | رضا عقابی                 | زرسیم        |
| ۱۳۸۸ | دسته اول              | هشتم   |       | داود چوپانی               | تربیت بدنی   |
| ۱۳۸۹ | دسته اول              | دوم    | صعود  | رضا عقابی                 | شهرداری ساوه |
| ۱۳۹۰ | لیگ برتر فوتسال ایران | نهم    |       | رضا عقابی                 | شهرداری ساوه |
| ۱۳۹۱ | لیگ برتر فوتسال ایران | نهم    |       | رضا عقابی                 | شهرداری ساوه |
| ۱۳۹۲ | لیگ برتر فوتسال ایران | یازدهم |       | سید مهدی ابطحی، رضا عقابی | شهرداری ساوه |
| ۱۳۹۳ | لیگ برتر فوتسال ایران | سیزدهم | سقوط  | رضا عقابی، محمود خوراکچی  | شهرداری ساوه |
| ۱۳۹۴ | دسته اول              | دوم    | صعود  | محسن خبیری                | شهرداری ساوه |
| ۱۳۹۵ | لیگ برتر فوتسال ایران |        |       | محسن حسن‌زاده              | شهرداری ساوه |

## بازیکنان سرشناس
- احمد اسماعیل پور
- رضا ناصری
- اسماعیل عباسیان
- محمد شجری